# تحصیل کرور
تحصیل کرور (به انگلیسی: Karor Lal Esan Tehsil) یک تحصیل در پاکستان است که در پنجاب واقع شده‌است.